# Liber instrumentorum memorialium

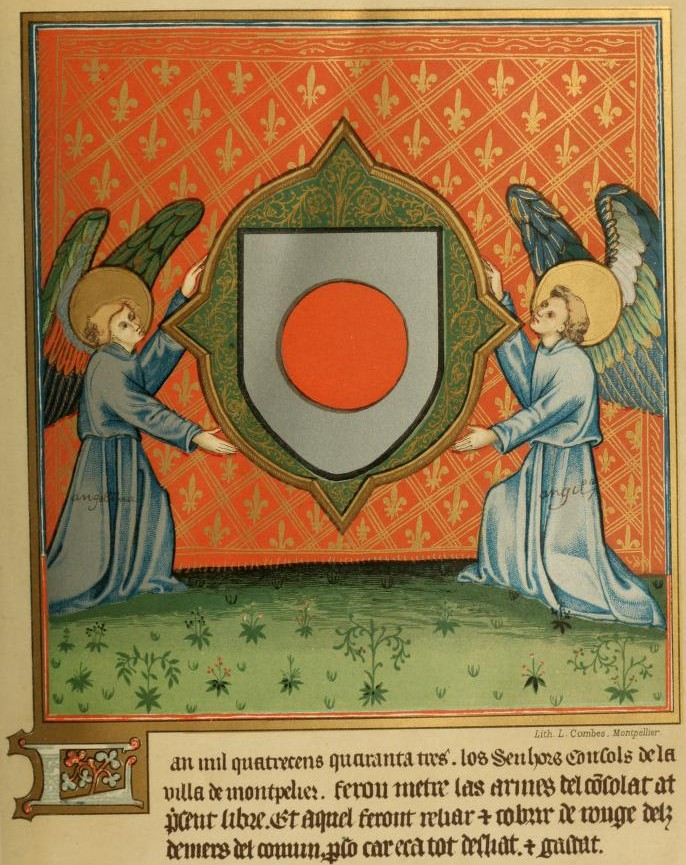
Page du Liber Instrumentorum memorialium, avec les armes des Guilhem

Le Liber Instrumentorum memorialium, aussi appelé Mémorial des Nobles, est un cartulaire du début du Moyen Âge, contenant des actes des seigneurs de Montpellier, la dynastie des Guilhem. Cette compilation constitue une source importante de leur histoire . Il est actuellement conservé aux Archives municipales de Montpellier (AA1).

## Histoire
Il a été collationné au début du XIIIe siècle, sous le patronage de Guilhem VIII, dont les actes y sont largement représentés. Les documents les plus anciens datent de 985 ; les plus récents de 1204.

## Contenu
Les 570 instruments sont organisés par type et par répartition géographique. Selon la préface du cartulaire, les documents sont de deux types principaux : ceux qui traitent des possessions du seigneur dans le diocèse de Maguelone (ce qui inclut les privilèges pontificaux, Privilegia) et ceux relatifs à leurs biens par ailleurs. Parmi ces actes, 150 rapportent des serments de toute nature, alors que seulement 30 concernent des convenientia (conventions). Les premiers documents enregistrent certains accords de Guilhem IV portant sur les châteaux du Pouget et Saint-Pons-de-Mauchiens en 1059. Les documents des dernières années correspondent à la brève seigneurie indépendante de Marie, la fille de Guilhem VIII avant son mariage, le 15 juin 1204, avec Pierre II d'Aragon qui a apporté la seigneurie dans la Couronne d'Aragon.
Sur l'état exceptionnel de conservation du cartulaire des Guilhems, Archibald Ross Lewis a écrit:
« Le Cartulaire des Guilhems de Montpellier présente un bilan exceptionnellement complet des activités d'une famille noble du sud de la France entre les dernières décennies du XIe siècle et des premières années du XIIIe siècle. Seuls le Cartulaire des Trencavel de Béziers, encore inédit, ou le Liber feudorum maior des comtes de Barcelone peuvent être comparés à lui, et chacun d'eux est beaucoup moins complet. Le Cartulaire est conservé principalement parce qu'après 1204, la majeure partie du patrimoine des Guilhem a été repris par la commune de Montpellier dans un sens corporatif. Depuis que la ville a souhaité exercer les droits qui étaient à l'origine de ceux de ses seigneurs nobles, il était à l'avantage des citadins de conserver intacte la trace de ces droits et privilèges qui étaient contenus dans le Cartulaire. »
Certaines des premières dispositions de la Coutume de Montpellier, datant de 1190, se trouvent dans le Liber. Le Liber donne aussi la preuve de la faible présence du roi de France dans le sud de son royaume au cours du XIIe siècle. Les mentions du roi ne servent qu'à dater les documents; l'autorité réelle reposait sur la  Papauté. La population au XIIe siècle de Montpellier a été estimée sur la base du Liber à 6 000-7 500 personnes pour la ville et 9 000 lorsque ses environs ruraux sont inclus.